# Эйно Лейно
Э́йно Ле́йно (фин. Eino Leino, настоящее имя — А́рмас Э́йнар Ле́опольд Лённбум (фин. Armas Einar Leopold Lönnbohm); 6 июля 1878, Палдамо, Великое княжество Финляндское — 10 января 1926, Туусула, Финляндия) — финский поэт, прозаик, драматург и переводчик, реформатор финского литературного языка. Видный представитель «золотого века» финского искусства периода 1880—1910 годов.
Автор более 70 книг и первого финского перевода «Божественной комедии» Данте.

## Биография

### Происхождение и детские годы
Родился 6 июля 1878 года в доме Хёвелё в Палтаниеми (волость Палтамо) в семье старшего землеустроителя Андерса Лённбума и его жены Анны Эмилии. Он стал седьмым и самым младшим из сыновей. Всего в семье было 10 детей. Отец Лейно принадлежал к древнему роду Мустоненов, первоначально происходившему из Туусниеми и предположительно в начале XVIII века перебравшемуся в Липери. Родителями матери были владелец усадьбы Туокслахти, расположенной рядом с городом Сортавала, армейский капитан Карл Хенрик Кюрениус, в роду которого были и служители церкви, и военные. Бабушка Лейно по линии матери Эмилия Катарина Швиндт была дочерью коронного фогта, полковника из Кексгольма (ныне Приозерск).
Младший ребёнок в многодетной семье был на особом положении. Его детство прошло в одиночестве в окружении взрослых. С ранних лет самым главным его спутником был мир книг и собственных фантазий. Его старший брат Казимир Лейно к тому времени уже стал известным деятелем культуры. Казимира Лейно, казалось, ожидало великое будущее, однако оно обернулось трагедией, с чем позже столкнулся и Эйно.
На жизненные установки и творчество Лейно повлияло сильное чувство одиночества и сиротства, вызванное безвременной смертью родителей. Отец умер в 1890 году, когда Эйно было 12, а мать — в 1895 году, когда он поступил в университет. Смерть матери нанесла такую эмоциональную травму, что позднее её не смогли залечить никакие любовные отношения.

### Школьные годы
Обособленность была одной из самых сильных жизненных установок Лейно. Постоянные переезды с одного места на другое продолжались в течение всей его жизни, начиная с частой перемены интернатов и городов, в которых он учился. Учёбу в школе он начал в Каяани, оттуда переехал в лицей в Оулу, а затем к своему брату Оскари Лённбому в Хямеенлинну, где в шестнадцать лет сдал экзамен на аттестат зрелости.
Эйно Лейно оказался бесспорным интеллектуальным лидером, несмотря на то, что был моложе одноклассников. Он был редактором школьной газеты «Стрела», а уже учась в старших классах, переводил на финский язык произведения Юхана Рунеберга. Его школьный товарищ Ю. Э. Зидбек характеризует социальную позицию молодого Лейно следующим образом:

Он удивительным образом умел ладить со своими товарищами и чувствовал себя вполне комфортно даже среди тех, кто на самом деле совершенно не был ему духовно близок.

Такое же мнение о Лейно позже высказывали многие люди, сталкивавшиеся с ним на протяжении его жизненного пути.

### Молодость

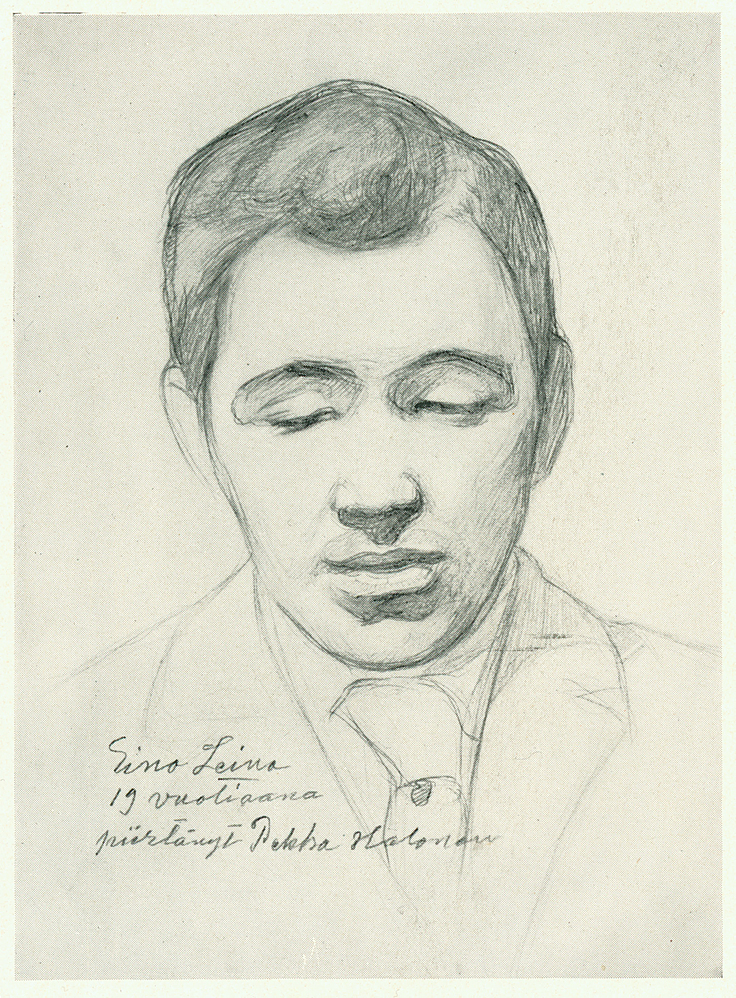
Эйно Лейно, рисунок Пекки Халонена (1897)

Студенческие годы Лейно начались в Хельсинкском Императорском Александровском университете, но мир литературы быстро завладел молодым многогранным талантом. Учёба была прервана, и уже в 1896 году он выпустил два сборника стихов — «Песни Марта» и «Баллада о большом дубе». После этого стихотворные произведения стали выходить одно за другим, одновременно с этим он осваивал всё новые литературные жанры.
В 1898 году двадцатилетний Эйно вместе со своим братом — поэтом, критиком и руководителем театра Казимиром Лейно, игравшим заметную роль в литературной жизни Финляндии, — основал журнал «Наше время». Этот журнал был уникальным явлением в культурной жизни Финляндии того времени. Он создавался не для обсуждения национального и языкового вопросов и не имел литературной программы. Его целью ставилась публикация материалов, содержащих информацию, анализ и комментарии о жизни культуры и искусства. Он сообщал последние новости из-за рубежа. Цель была довольно амбициозной, да и результат оказался на высоком уровне. Но в Финляндии это никогда не могло гарантировать журналу долгого существования. Спустя год журнал был закрыт, и братьям Лейно пришлось выплачивать долги.
В 1899 году Эйно Лейно начал публиковать статьи по проблемам культуры в газете «Päivälehti», а в 1904 году стал постоянным театральным критиком в её преемнице — газете «Хельсингин Саномат». На этой должности он принимался за любое дело с энтузиазмом реформатора. Финский театр оказался в центре беспрецедентной бури страстей. Молодой театральный критик был беспощаден к Каарло Бергбуму, основателю Финского театра и его руководителю с 1872 года. Рецензии порой были преднамеренно излишне критичными, но общий взгляд на то, как должен развиваться Финский театр, оказался вполне точным.
В 1904 году Лейно стал постоянным автором колонки в «Хельсингин Саномат», и с этого времени его имя окончательно вошло в сознание широкой публики. Этот этап означал дебют Лейно как критика в области культуры. Он без особого почтения обращался с авторитетными в области искусства и науки людьми. Под его ударами оказываются и писатели, и политики, и представители научного мира. К Лейно становилось всё сложнее относиться нейтрально. Находилось много людей, которые видели в нём противника и конкурента. Лейно стал в высшей степени публичной фигурой.

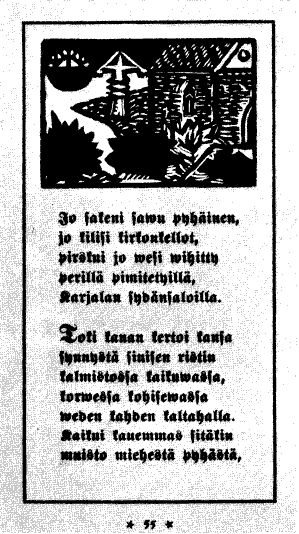
Страница сборника Helkavirsiä; оформление K. Carlstedt

В период раннего творчества Лейно черпал вдохновение в финской мифической поэзии, и прежде всего в «Калевале». В этом отношении он оказался связан с художественным течением своего времени и стал крупнейшим создателем национального неоромантизма в литературе. Блестящим примером того, как его творческое воображение создавало современные мифы, стал вышедший в 1903 году сборник Helkavirsiä (в разный переводах: Песни Троицына дня / Вознесенские песни / Псалмы Святого четверга). В нём автор добился нового, поразительного синтеза финского народного творчества и европейских литературных новаций. В Helkavirsiä чувства, ощущения и интеллектуальные искания современного ему человека соединяются с глубоким и вечным мифическим сознанием. В этих стихотворениях читателя особенно поражала новая образность, не содержавшая в себе объяснений, но затрагивавшая наиболее уязвимые, чувствительные и опасные слои человеческой психики. Эта новизна была настолько поразительной, что она ослепила большинство критиков. Лишь немногие сразу осознали значение этого сборника.
Сборник Helkavirsiä во многом является своеобразным ключом к творчеству Лейно. Борьба за свободу и проблемы поиска истины пронизывают каждое стихотворение. Вновь и вновь человек встаёт перед главными жизненными вопросами. Как он относится к смерти, любви, другим людям? Как далеко человек может зайти в процессе самовыражения, не ущемляя интересы других?

### Первый брак и творческий подъём
Helkavirsiä стал началом «буржуазного» периода в жизни Лейно, самого бурного и в то же время самого короткого. В 1902 году Лейно влюбился в дочь своей квартирной хозяйки Фрею Шульц, переводчицу и коммерческого делопроизводителя, женщину экзотической красоты и бурного темперамента. Эта любовь стала для него мощным творческим стимулом. 1905 год был временем бурной жизни и творчества. Лейно выпустил сборник стихов «Зимняя ночь», принесший новый триумф и продемонстрировавший его неисчерпаемые возможности обновления. Этот сборник Лейно посвятил Фрее, на которой женился 10 сентября 1905 года. Свой первый дом он обустроил в буржуазном стиле в большой квартире на берегу моря, а в декабре следующего года в семье родилась дочь Эйя Хелка, ставшая единственным ребёнком Лейно.
Помимо женитьбы и выхода в свет сборника «Зимняя ночь» в том же году Лейно написал прозу «День в Хельсинки», пьесы «Сватовство Вяйнямёйнена», «Пентти Пяккёнен», «Меч лешего», «Король Лидии» и «Мейрам». Кроме того, он напечатал 110 статей в прессе под псевдонимом «Теему». Сложная политическая ситуация того времени давала богатый материал для творчества в этом жанре. Осенью 1905 года революционная деятельность в России привела к всеобщей забастовке. Большинство статей 1905 года так или иначе касалось политической борьбы. Их объектами были главным образом русский деспотизм и соглашательская политика старофиннов, сторонников газеты «Суометар». Лейно был явным младофинном и сторонником пассивного сопротивления.
Устоявшаяся жизнь побудила поэта обратиться к прозе. В 1906 г. начала выходить трилогия, посвящённая периоду русификаторских начинаний центральной власти и связанная с проблематикой статей, выходивших под псевдонимом «Теему»: «Туомас Витикка» (1906), «Яна Рёнтю» (1907) и «Олли Суурпяя» (1908). За трилогией последовали три пьесы: «Лалли» (1907), «Мауну Таваст» (1908) и «Епископ Туомас» (1909). Это продуктивный творческий период венчал сборник стихов «Заморозки» (1908), перевод на финский язык избранных стихотворений «Ветряное кантеле», а также перевод пьесы И. В. Гёте «Ифигения в Тавриде».
Семейная идиллия продолжалась недолго. Лейно не мог привыкнуть к буржуазному образу жизни, и уже весной 1908 года супруги расстались. После этого Лейно так и не удалось создать постоянных отношений и прочного дома. Характерным для всей его жизни было то, что он постоянно «уходил», беря с собой только самое необходимое. В письме своему другу Отто Маннинену 1 июля 1908 года он писал: «Я оставил всё, кроме своей библиотеки и бумаг, и ушёл с одним чемоданом в руке».
Скорбь и чувство вины за то, что он бросил свою дочь, преследовали Лейно всю оставшуюся жизнь. Он всеми силами старался заботиться о ней, поскольку его бывшая жена не стремилась всерьёз заниматься дочерью. Встречи, однако, были редкими, да и финансовая поддержка была недостаточной.
Многие братья и сёстры Лейно страдали душевной слабостью. Сам Лейно также временами переживал особенность строения своей психики как тяжкий груз. Наряду с общительным собеседником в нём жил поэт, чувствовавший свою непохожесть на других, оказывавшийся в пучине страха перед людьми, а порой и презрения к ним. Судьбу своей дочери он связывал с тяжёлой наследственностью своей семьи и опасался, что она слишком рано погибнет. Но Эйя Хелка Лейно умерла в 1987 году, в 82 года, не оставив наследников.

### Зрелость

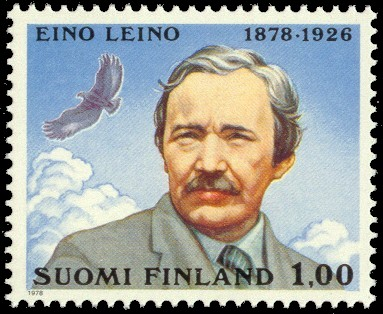
Эйно Лейно на почтовой марке Финляндии, 1978

Распад семьи был, очевидно, вызван тем, что Лейно ещё до развода познакомился с поэтессой Л. Онервой, отношения с которой продлились до самой смерти Лейно. Они начались бурно и страстно, в какой-то степени истощая их обоих, но со временем утихли, постепенно превратившись в дружбу.
Год, проведённый Онерва и Лейно в Риме (1908—1909), вызвал бурный скандал, так как они не скрывали своих отношений, хотя оба всё ещё состояли в браке. Однако эта страсть так и не переросла в брак. Они оба были слишком беспокойными и не были готовы взять на себя ответственность друг за друга. Союз двух экстраординарных людей был невозможен. Оба искали абсолютного поклонения и обожания, которое могли дать друг другу лишь время от времени. Оба позднее заключили брак в 1913 году: Лейно женился на дочери дирижёра Роберта Каянуса арфистке Айно Каянус, а Л. Онерва вышла замуж за молодого композитора Лееви Мадетойя. Брак Онерва продлился до самой смерти Мадетойя.
Отправляясь в 1908 году в Европу, Лейно собирался покинуть родную Финляндию навсегда. Изгнание, однако, продлилось только до весны следующего года, когда он вновь занял своё видное место в культурной жизни Финляндии. Газетные полосы заполнились его острыми статьями и стихами, бывшие друзья, ставшие теперь литературными соперниками, были карикатурно изображены в пьесе «Соль земли» (1911), в которой нетрудно узнать сторонников «Суометар» писателей Майлу Талвио и В. А. Коскенниеми. Появилась и новая серия из четырёх романов о современном капиталистическом мире, развенчивавшая искусство и духовные ценности: «Раб труда», «Раб денег», «Раб женщины» и «Раб счастья» (1911—1913).
Казалось, ничто не могло остановить Лейно. Для стабилизации своего финансового положения он в 1912 г. предпринял поездку по стране. Его выступления имели успех, но денег ему не принесли. Менее успешной была его амбициозная идея создания театра «Хелка» (1912). Публика не была готова к восприятию его сценической версии «Калевалы», и состоялось лишь несколько спектаклей на сцене под открытым небом на острове Сеурасаари. Литературные турне закончились в 1915 году, когда прервалась поездка, предпринятая совместно с актёром Аарне Орьятсало. Как писала Л. Онерва, «Лейно возвращается в Хельсинки в третьем классе, в хандре и поджав хвост, с пустым кошельком и пустым чемоданом, потеряв в этой поездке много новых фрачных жилетов, сорочек и тому подобного».

### Журнал «Воскресенье»
Лейно всё чаще стал посещать увеселительные заведения. Творческая работа всё больше требовала стимулирования. Он беспечно растрачивал свои силы. Он работал над трудоёмким переводом на финский язык «Божественной комедии» Данте. К тому же, он вновь занялся журналистикой. В конце 1915 года Лейно основал журнал «Воскресенье», главным редактором которого оставался до самого закрытия журнала в 1918 году. Журнал имел общегуманистическую направленность, и среди его сторонников были люди самых разных политических, религиозных и философских взглядов. Среди них были и представители теософии, которые позднее любили называть Лейно выразителем своих идей.
Редакция «Суннунтай» стала для Лейно домом. Его произведения стали появляться в журнале с большой скоростью. Он закончил вторую часть сборника Helkavirsiä (1916) и написал прозаическое философско-эстетическое произведение «Перед лицом Всемогущества» (1917). Помимо этого, он написал несколько рассказов о животных: «Мишка» (1914), «Мусти» (1916), «Окунь и золотые рыбки» (1918).

### Роман с Айно Каллас
Как и раньше, бурная продуктивность Лейно сопровождалась великой страстью. Любовь к супруге эстонского дипломата, писательнице Айно Каллас была такой же отчаянной, как и все остальные, и вызвала ещё более грандиозный скандал, чем его отношения с Онерва. Эта связь продолжалась с 1916 по 1919 гг. Литературными памятниками ей стали сборник стихов Лейно «Песни герцога Юхана и Катарины Ягеллоники» (1918), дневниковые записи Каллас, а также сохранившиеся письма Лейно к Айно Каллас. Лейно мог отдаваться своей страсти, однако он вновь влюбился не в ту женщину.

### Период гражданской войны
Ещё в большей степени, чем любовь к Айно Каллас, на жизнь Лейно повлияла гражданская война. Будучи журналистом-младофинном, Лейно многие годы вдохновлял финнов на проведение самостоятельной политики, поэтому гражданская война, начавшаяся после обретения независимости, нанесла ему удар, от которого он так и не смог оправиться. Во время войны Лейно находился в захваченном красными Хельсинки и лихорадочно пытался разобраться в ходе событий, читая газеты на разных языках и беря интервью у проживающих в городе русских. Ситуация осложнялась тем, что Лейно одновременно понимал и не понимал обе воюющие стороны. В конце концов, он стал видеть в «белых» защитников европейской культуры. После войны в творчестве Лейно появились различные панегирические стихотворения — прежний критический наблюдатель отдавал теперь должное и «правым», и «левым».
В 1921 году Лейно снова вступил в брак, женившись на Ханне Лайтинен. Однако этот союз был обречён на неудачу с самого начала, представляя собой лишь мечту двух отчаявшихся людей о возможном единении, и продлился он недолго.

### Последние годы
Жизнь становилась всё сложнее и в моральном, и физическом плане. Много времени он проводил в больницах, но в периоды, когда здоровье улучшалось, знакомые видели прежнего Лейно, исполненного идеями. В его поэзии этого периода наблюдается возврат к старым темам. «Иллюстрированная книга моей жизни» (1925), задуманная как первая часть мемуаров, стала его последним крупным литературным произведением.
Эйно Лейно скончался в Туусула (в доме «Riitahuhta» в районе Nuppulinna) 10 января 1926 года. И хотя он прожил всего 47 лет, его жизнь можно считать состоявшейся. Лейно опубликовал своё первое стихотворение в газете «Хямеен Саномат» в двенадцать лет, и период его творчества продлился 35 лет. За это время он напечатал свыше 80 оригинальных произведений, большое число критических статей, эссе, газетных публикаций. К этому можно прибавить огромную переводческую работу.
Близкий друг Лейно Бертель Грипенберг так охарактеризовал самого выдающегося поэта финской литературы:

Эйно Лейно был, возможно, единственным финским автором, которого действительно можно назвать гением, если под этим словом подразумевать постоянно переполнявшее его богатство духа, непрекращающийся полёт мысли, его многогранность, способность работать без усилий над собой, или, иначе говоря, жажду деятельности.

Максим Горький приводил Лейно в пример того, что и маленький народ может дать большого поэта.
Лейно похоронили за государственный счёт. Его издатель приступил к публикации шестнадцатитомных «Избранных произведений». Л. Онерва взялась за написание его биографии, а вскоре возник и проект создания памятника.

## Память
- В Палтаниеми находится дом-музей Эйно Лейно, прообразом для которого послужил родной дом поэта в Каяани. Там же похоронены его родители и три сестры.
- Памятник в Хельсинки. Скульптор Лаури Леппянен.
- Памятник в Палтамо, где родился Лейно.
- Портрет Э. Лейно помещён И. Е. Репиным на картине «Финские знаменитости» (ныне картина хранится в музее «Атенеум»; этюд к портрету — в музее «Пенаты»).
- С 1956 в Финляндии вручается литературная Премия Эйно Лейно, преимущественно поэтам.
- В 2016 году в Финляндии к девяностолетию со дня смерти писателя была выпущена памятная монета номиналом 2 евро тиражом в 1 млн экземпляров[2]

## Произведения

### Стихотворные сборники
- Maaliskuun lauluja (изд. Otava, 1896)
- Tarina suuresta tammesta y.m. runoja (изд. WSOY, 1896)
- Yökehrääjä (изд. Otava, 1897)
- Sata ja yksi laulua (изд. Otava, 1898)
- Tuonelan joutsen (näytelmäruno, изд. Otava, 1898)
- Ajan aalloilta (изд. WSOY, 1899)
- Hiihtäjän virsiä (изд. Otava, 1900)
- Kivesjärviläiset (kertova runoelma, изд. Otava, 1901)
- Pyhä kevät (изд. Otava, 1901)
- Kangastuksia (изд. Otava, 1902)
- Helkavirsiä / Песни Троицына дня / Вознесенские песни (в пер. Ильи Соломеща) / Псалмы Святого четверга (в пер. Элеоноры Иоффе), (изд. Otava, 1903)
- Simo Hurtta. Runoja isonvihan ajoilta (изд. Otava, 1904)
- Talvi-yö (изд. Otava, 1905)
- Turjan loihtu (näytelmäruno, Emil Vainio, 1907)
- Halla (изд. Otava, 1908)
- Tähtitarha (Kirja, 1912)
- Painuva päivä (Kirja, 1914)
- Elämän koreus (Kirja, 1915)
- Helkavirsiä. Toinen sarja. (Otava, 1916)
- Karjalan kuningas (runonäytelmä, Kirja, 1917)
- Leirivalkeat (Kirja, 1917)
- Vapauden kirja (runovalikoima, Kirja, 1918)
- Bellerophon (runotarina, Ahjo, 1919)
- Juhana Herttuan ja Catharina Jagellonican lauluja. Nil nisi mors. (Ahjo, 1919)
- Lemmen lauluja (runovalikoima, Kirja, 1919)
- Simo Hurtta. Runoja isonvihan ajoilta, toinen sarja (Otava, 1919)
- Ajatar. Tietovirsiä (Otava, 1920)
- Kodin kukka ja uhrikuusi (runotarina, Ahjo, 1920)
- Syreenien kukkiessa (Minerva, 1920)
- Vanha pappi (kertomaruno, Otava, 1921)
- Pajarin poika. Karjalaisia kansantaruja. (Otava, 1922)
- Puolan paanit. Karjalaisia kansantaruja. (Otava, 1922)
- Helkavirsiä 1-2 (yhteislaitos, Otava, 1924)
- Shemeikan murhe. Uusia runoja. (Gummerus, 1924)

### Проза
- Kaunosielu (Otava, 1904)
- Päivä Helsingissä. Pilakuva. (Otava, 1905)
- Seikkailijatar. Venäläinen kertomus. (Karisto, 1913)
- Mesikämmen. Joulutarina vanhoille ja nuorille (Kirja, 1914)
- Pankkiherroja. Kuvaus nykyaikaisesta suomalaisesta liike-elämästä (Kirja, 1914)
- Musti. Eläintarina (Karisto, 1916)
- Alla kasvon kaikkivallan. Mystillinen trilogia. (Karisto, 1917)
- Ahven ja kultakalat. Tarina syvyyksistä. (Ahjo, 1918)
- Helsingin valloitus. Muistelmia ja vaikutelmia (Minerva, 1918)
- Vöyrin sotakoulu. Haastatteluja ja historiikkia (Minerva, 1918)
- Elina. Murroskauden kertomus (Minerva, 1919) (2. painos nimellä Punainen sankari)

#### Романы
- Tuomas Vitikka (Otava, 1906)
- Jaana Rönty (Otava, 1907)
- Olli Suurpää (Otava, 1908)
- Työn orja (Yrjö Weilin, 1911)
- Rahan orja (Yrjö Weilin, 1912)
- Naisen orja (Kirja, 1913)
- Onnen orja (Kirja, 1913)
- Paavo Kontio. Lakitieteen tohtori (Kirja, 1915)
- Kolme lähti, kaksi palasi. Tarina kieltolain Suomesta (Minerva, 1926)

#### Повести
- Päiväperhoja. Pieniä tarinoita (Eero Erkko, 1903)
- Nuori nainen. Neljä kertomusta (Yrjö Weilin, 1910)

### Пьесы
- Johan Wilhelm (Wesanderin kirjakauppa, 1900)
- Sota valosta (Otava, 1900)
- Naamioita (näytelmiä, Otava, 1905)
- Naamioita, toinen sarja (näytelmiä, Otava, 1907)
- Naamioita, kolmas sarja (näytelmiä, Vihtori Kosonen, 1908)
- Naamioita, neljäs sarja (näytelmiä, Vihtori Kosonen, 1909)
- Naamioita, viides sarja (näytelmiä, Vihtori Kosonen, 1909)
- Kalevala näyttämöllä (näytelmiä, Yrjö Weilin, 1911)
- Naamioita, kuudes sarja (näytelmiä, Yrjö Weilin, 1911)

### Киносценарии
- Kesä (Лето), 1915 (режиссёр Kaarlo Halme)

### Другие работы и статьи
- Suomalainen näyttämötaide 19 2/4 02 (tutkielma, Eero Erkko, 1902)
- Suomalaisia kirjailijoita. Pikakuvia (Otava, 1909)
- Suomalaisen kirjallisuuden historia (Yrjö Weilin, 1910)
- Elämäni kuvakirja. Erään aikansa lapsen muistoja, mielialoja ja mietelmiä. (muistelmateos, Otava, 1925)

## Увлечение
В молодости был сильным шахматистом. В 1906 г. выиграл чемпионат Хельсинкского шахматного клуба.
Сохранилась его партия:
Эйно Лейно — Йон Лиллья, Хельсинки, 1904 г.
1. e4 c5 2. Кf3 e6 3. d4 cd 4. c3 dc 5. Сe2 cb 6. С:b2 Сb4+ 7. Кbd2 Кf6 8. 0—0 С:d2 9. Ф:d2 К:e4 10. Фf4 Кf6 11. Сa3 Кd5 12. Фg3 Фf6 13. Сd6 Кc6 14. Крh1 e5 15. Сa3 Кf4 16. Лae1 Фg6 17. К:e5 К:e5 18. Ф:f4 d6 19. Сb5+ Сd7 20. Фa4 Крd8 21. Л:e5 de 22. Лd1, и белые выиграли.